# The Peak (Sydney)
The Peak est un gratte-ciel de logement de 168 mètres de hauteur construit à Sydney en Australie de 1992 à 1996. En excluant l'antenne la hauteur de l'immeuble est de 160 mètres. C'était le plus haut immeuble résidentiel d'Australie à sa construction.
L'immeuble a été conçu par l'agence Crone & Associates